# Hermann Orth (Jurist)

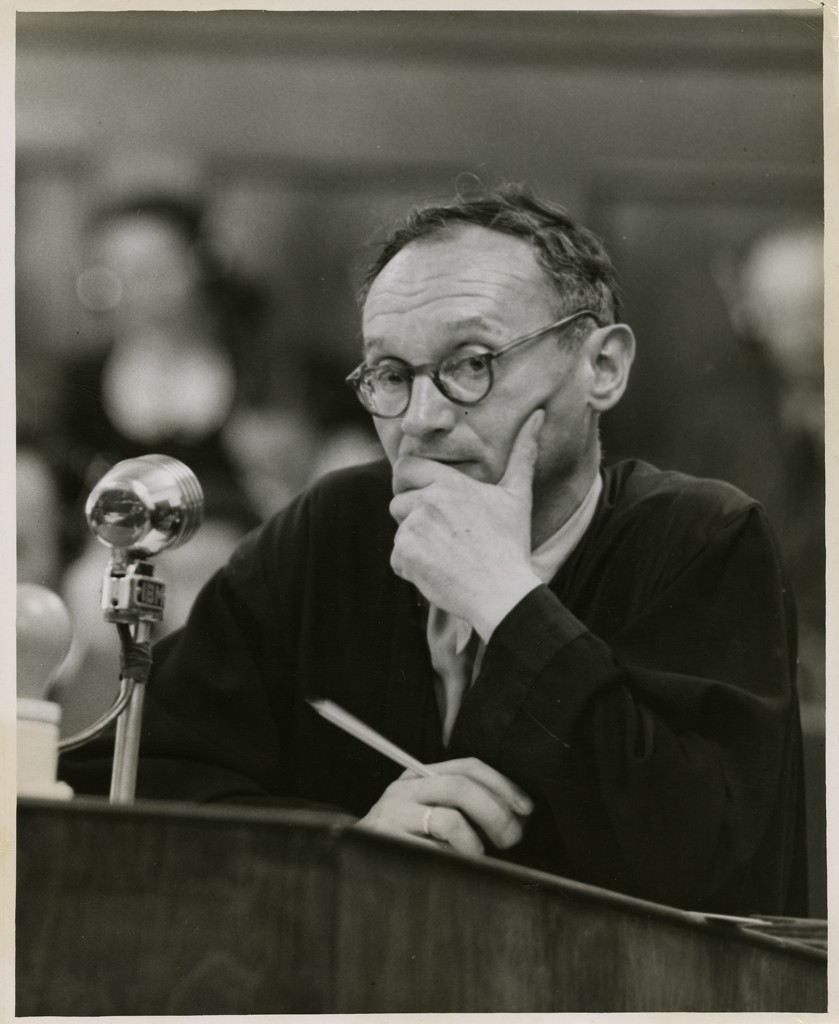
Hermann Orth während der Nachfolgeprozesse der Nürnberger Prozesse, 29. Juli 1947

Hermann Orth (* 26. November 1903 in Speyer; † 1968) war ein deutscher Jurist, u. a. Verteidiger während der Nürnberger Prozesse.

## Leben
Hermann Orth besuchte ein Gymnasium in Speyer. Ende Oktober 1919 entstand in Speyer eine Gruppe des Bund Neudeutschland (ND) und Orth nahm Ende Dezember 1919 am ersten Verbandstag der ND in Köln teil. Im April 1920 berief er als Gauleiter des schnell wachsenden Bundes den ersten pfälzischen Gautag in Neustadt ein. Ab 1921 war der Gründer der ersten ND-Ortsgruppe in Ludwigshafen, Fritz Leicher, Nachfolger von Orth als Gauleiter des NDs.
Später studierte Orth Rechtswissenschaften an der Universität Würzburg und Speyer. 1938, er wohnte mittlerweile in Nürnberg, wurde er als Fachanwalt für Steuerrecht in die Liste der Reichsrechtsanwaltskammer eingetragen.
Zum 1. Mai 1937 trat er der NSDAP bei (Mitgliedsnummer 4.857.073) und wurde anschließend mit der Kategorie 4 „Mitläufer“ entnazifiziert.
Im Juristen-Prozess (Fall 3 der Nachfolgeprozesse; USA gegen Josef Altstötter et al.), welcher von Anfang März 1945 bis Mitte Dezember 1947 dauerte, war er Verteidiger von Josef Altstötter. Altstötter wurde in einem Anklagepunkt für schuldig befunden und zu 5 Jahren Haft verurteilt.
Im Prozess Rasse- und Siedlungshauptamt der SS (Fall 8 der Nachfolgeprozesse; USA gegen Ulrich Greifelt et al.), welcher von Ende Oktober 1947 bis Mitte März 1948 dauerte, war er Verteidiger von Inge Viermetz. Viermetz wurde freigesprochen.
Im Wilhelmstraßen-Prozess (Fall 11 der Nachfolgeprozesse; USA gegen Ernst von Weizsäcker et al.) war er ab 15. April 1948 Assistent von Curt von Stackelberg bei der Verteidigung von Wilhelm Stuckart.
Er war Mitglied der katholischen Studentenverbindungen im KDStV Markomannia Würzburg (seit 1923), KDStV Ostmark Nürnberg und KDStV Teutonia Freiburg im Uechtland im Cartellverband der katholischen deutschen Studentenverbindungen sowie Vorsitzender der Felix-Porsch-Sozialstiftung.
In einem Spruchkammerverfahren war Orth gemeinsam mit Joseph Weisgerber Anwalt von Richard Lebküchner. Die Strafe von drei Jahren Arbeitslager galt allerdings durch seine Internierungshaft als verbüßt. Eine Berufung seiner beiden Anwälte, welche forderten, ihn in die Gruppe III (Minderbelasteter) einzustufen, zog Lebküchner wieder zurück.